# Penitentiaire Inrichting Rotterdam
De Penitentiaire Inrichting Rotterdam maakt deel uit van de Dienst Justitiële Inrichtingen (DJI) van het ministerie van Justitie. De PI Rotterdam biedt plaats aan 470 gedetineerden en bestaat heden uit de locaties De Schie en Hoogvliet.

## Locaties

### De Schie
De locatie De Schie van de Penitentiaire Inrichting Rotterdam is gebouwd in 1989 en ligt in de wijk Blijdorp in Rotterdam-Noord. De locatie kent 286 celplaatsen.
Binnen de Penintentiare Inrichting De Schie bevinden zich de volgende regimes:
- Gevangenis
- Huis van Bewaring
- Extra Zorgvoorziening (EZV)
- Beheersproblematische Gedetineerden (BPG)
- Terroristenafdeling (TA)

### Hoogvliet
De locatie Hoogvliet (voorheen Stadsgevangenis Rotterdam) van de Penitentiaire Inrichting Rotterdam is gelegen in de wijk Tussenwater in het stadsdeel Hoogvliet. In 2002 werd de locatie in gebruik genomen met als doel de overlast in de gemeente Rotterdam door justitiabele verslaafden te verminderen. Het complex telt 184 cellen.
Binnen de Penintentiare Inrichting Hoogvliet bevinden zich een:
- Gevangenis
- Huis van Bewaring
- Inrichting voor Stelselmatige Daders (ISD)
- Beperkt Beveiligde Afdeling (BBA)

## Voormalige locaties

### Noordsingel
De voormalige locatie Noordsingel van de Penitentiaire Inrichting Rotterdam is gebouwd in 1866 en was gelegen in de wijk Oude Noorden  in Rotterdam-Noord. Het was de eerste cellulaire gevangenis van Nederland. De Noordsingel deed tot de sluiting in 2012 dienst als Huis van Bewaring. In het gebouw komen woningen in het kader van het project Tuin van Noord.